# Viola pusillima
Viola pusillima är en violväxtart som beskrevs av Hugh Algernon Weddell. Viola pusillima ingår i släktet violer, och familjen violväxter. Inga underarter finns listade i Catalogue of Life.